# Sobieski

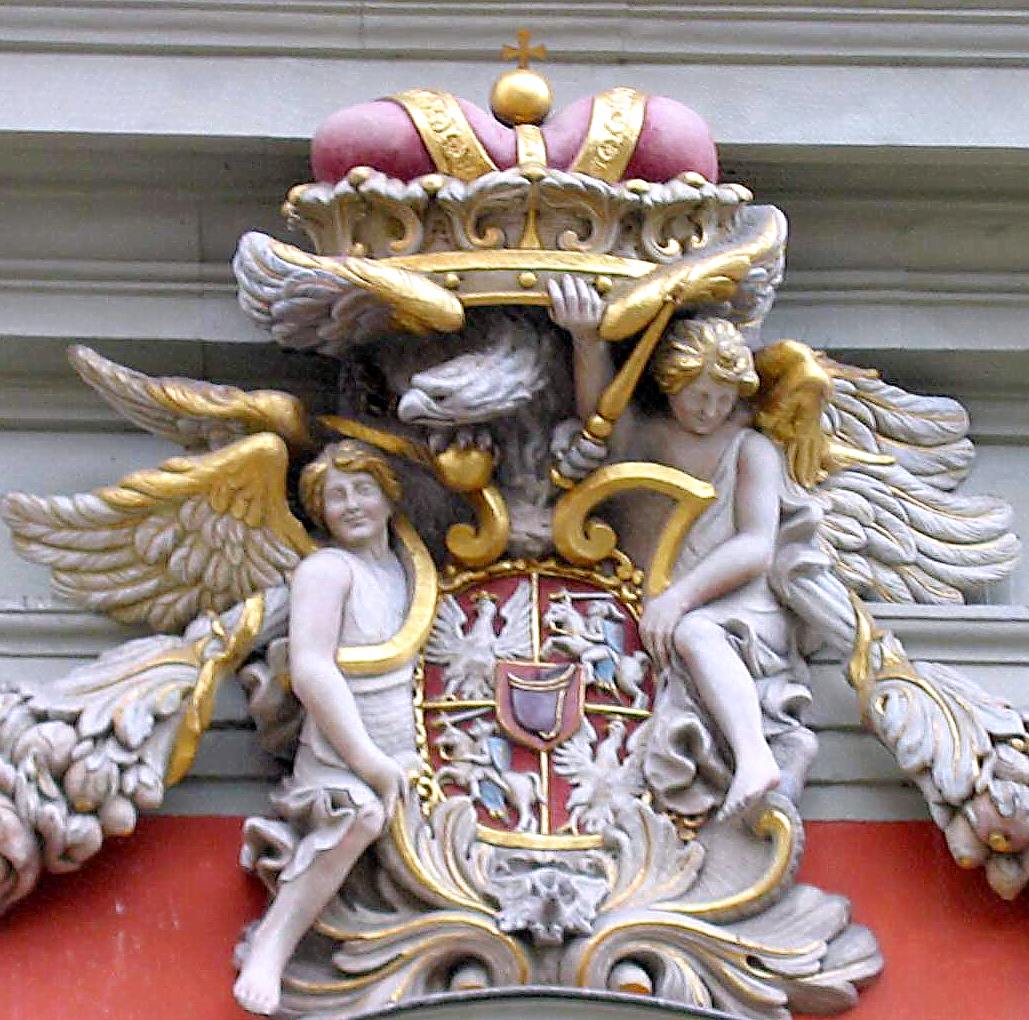
particolare raffigurante la corona reale dei Sobieski

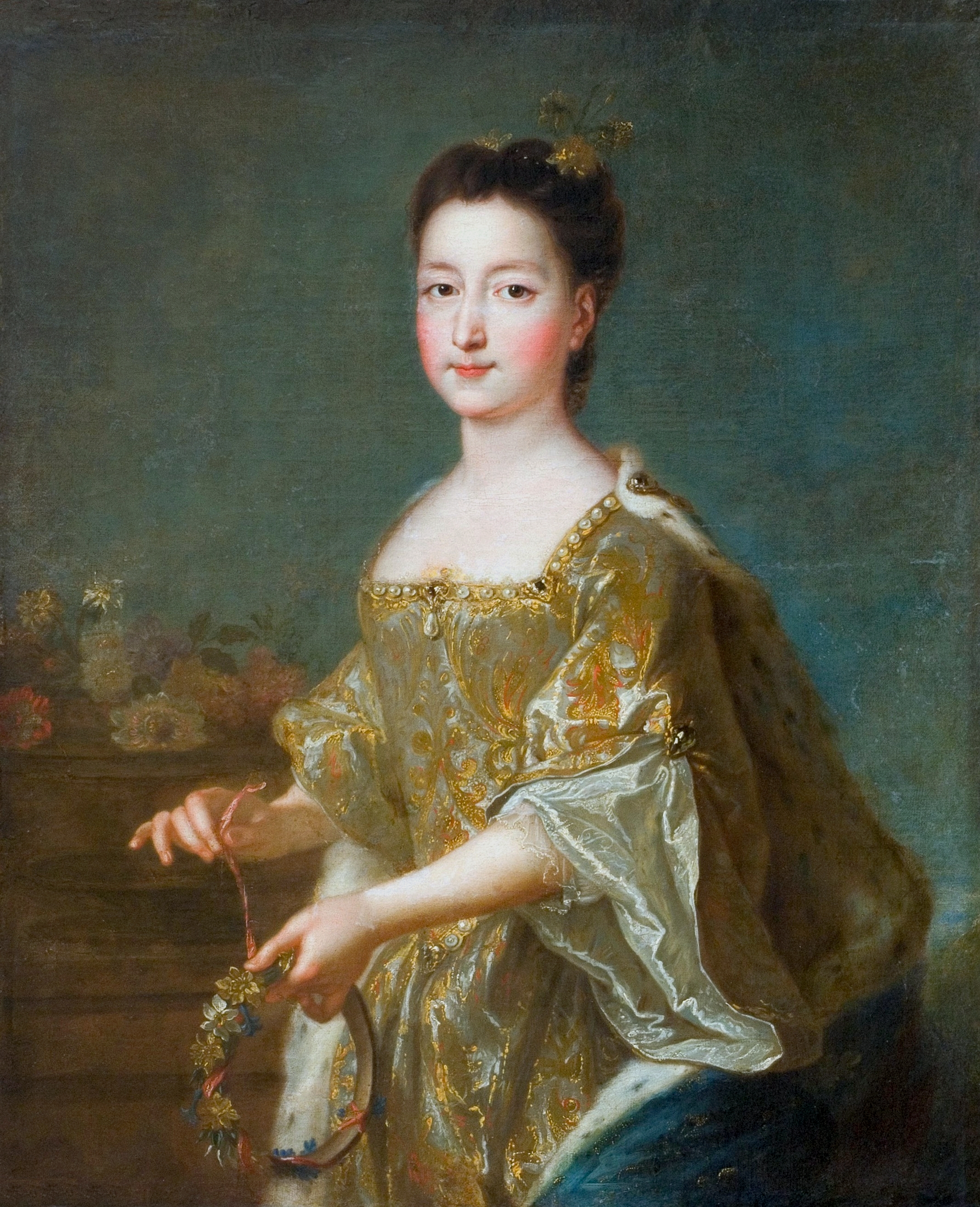
Teresa Cunegonda, antenata comune di importanti esponenti delle case reali europee.

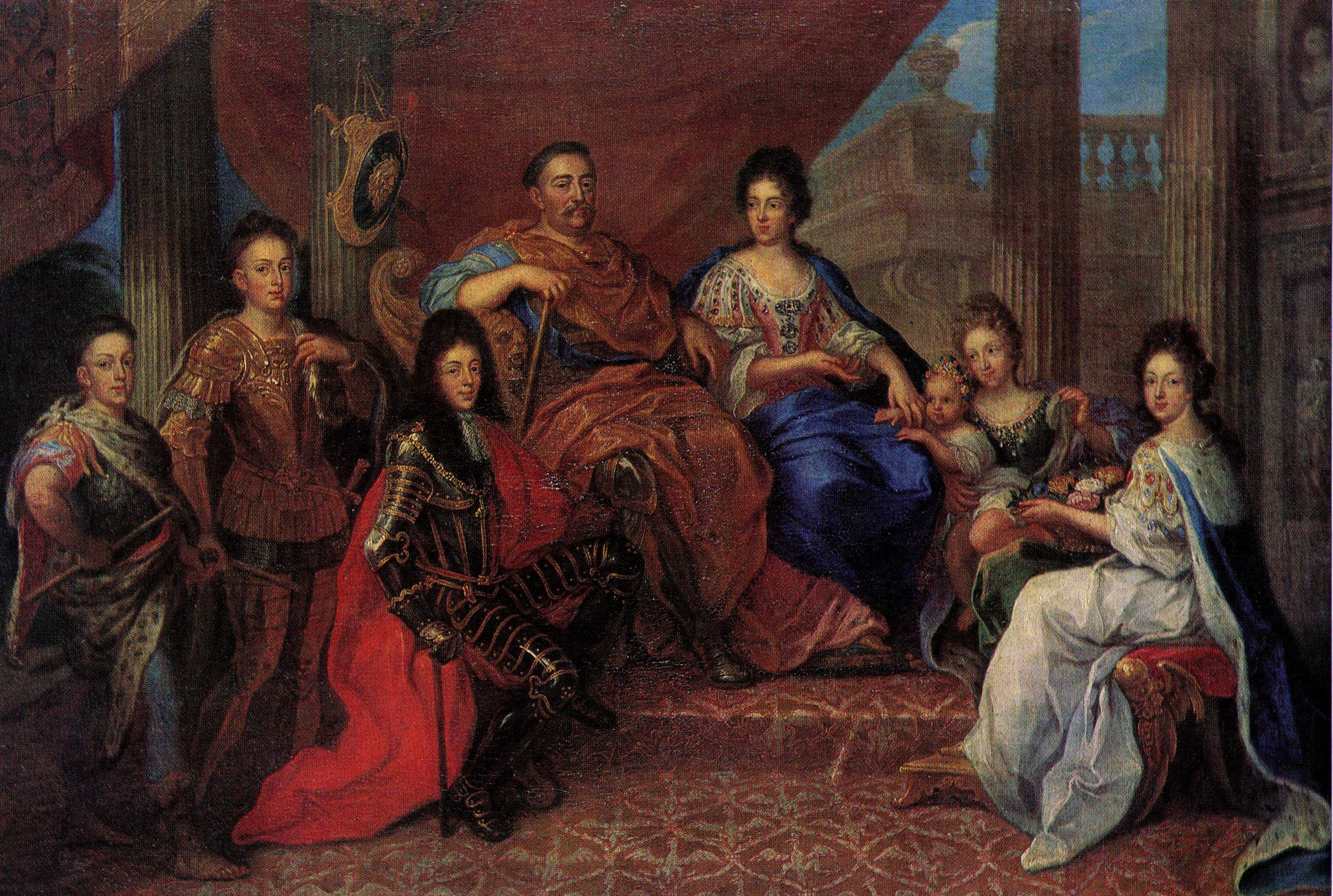
Giovanni III con la sua famiglia

La famiglia Sobieski poi Casa Reale di Sobieski è stata una famiglia nobile polacca che annovera tra i suoi membri anche un re di Polonia, Giovanni III Sobieski.

## Origini
Secondo una leggenda di famiglia, non riconosciuta però dalla storia moderna, i Sobieski sarebbero discendenti di Leszek II di Polonia.
La famiglia cominciò a diventare importante a partire dal XVI secolo, ma divenne tra le più potenti con il suo maggiore esponente, Giovanni III Sobieski, che verrà eletto re di Polonia nel 1674.
Il primo esponente nobile della famiglia fu Marek, nonno di Giovanni III Sobieski, mentre gli ultimi esponenti furono Jakub Ludwik Sobieski, figlio maggiore di Giovanni, morto nel 1737 e sua figlia Maria Carolina, morta nel 1740.
Giovanni Sobieski ebbe 14 figli legittimi, ma solo 4 di questi raggiunsero l'età adulta. A parte Jakub, raggiunsero l'età adulta la figlia Teresa Kunegunda (1676-1730), sposata a Massimiliano II Emanuele di Baviera e i due figli maschi minori Aleksander Benedykt (1677-1714) e Konstanty Władysław (1680-1726), che però non ebbero discendenza.

## Discendenti
Attraverso Teresa Cunegonda Sobieska (1676-1730), tra gli attuali discendenti di Giovanni Sobieski, i più importanti sono Otto d'Asburgo, capo della casa imperiale d'Asburgo fino al 2007 e morto nel 2011, Karl Anselm di Urach (pretendente al trono di Lituania) e Franz di Baviera (attuale pretendente al trono di Baviera).
Sono discendenti di questa famiglia anche l'attore e pittore francese Jean Sobieski e la di lui figlia, l'attrice statunitense Leelee Sobieski.